# Ludovic Magnin
Ludovic Magnin, född 20 april 1979 i Lausanne, är en schweizisk före detta fotbollsspelare (försvarare).
Han var med i Schweiz trupp vid fotbolls-EM 2004 och 2008 samt vid fotbolls-VM 2006 och 2010.

## Meriter
Werder Bremen
- Bundesliga 2003–04
- DFB-Pokal 2003–04

Stuttgart
- Bundesliga 2006–07